# 김성옥
김성옥(金成玉)은 조선시대의 순조 때 판소리 명창으로 고종 때의 명창 김창룡의 조부이다.
충청남도 강경 출신이다. 송흥록과 함께 진양조(판소리에서 제일 느린가락)를 개발하였다. 오랫동안 병석에 누웠을 때 문병온 송흥록과 주고 받은 노래형식의 말이 진양조가 되었다. 그러나 그는 30세에 요절하였다.